# 청사초롱

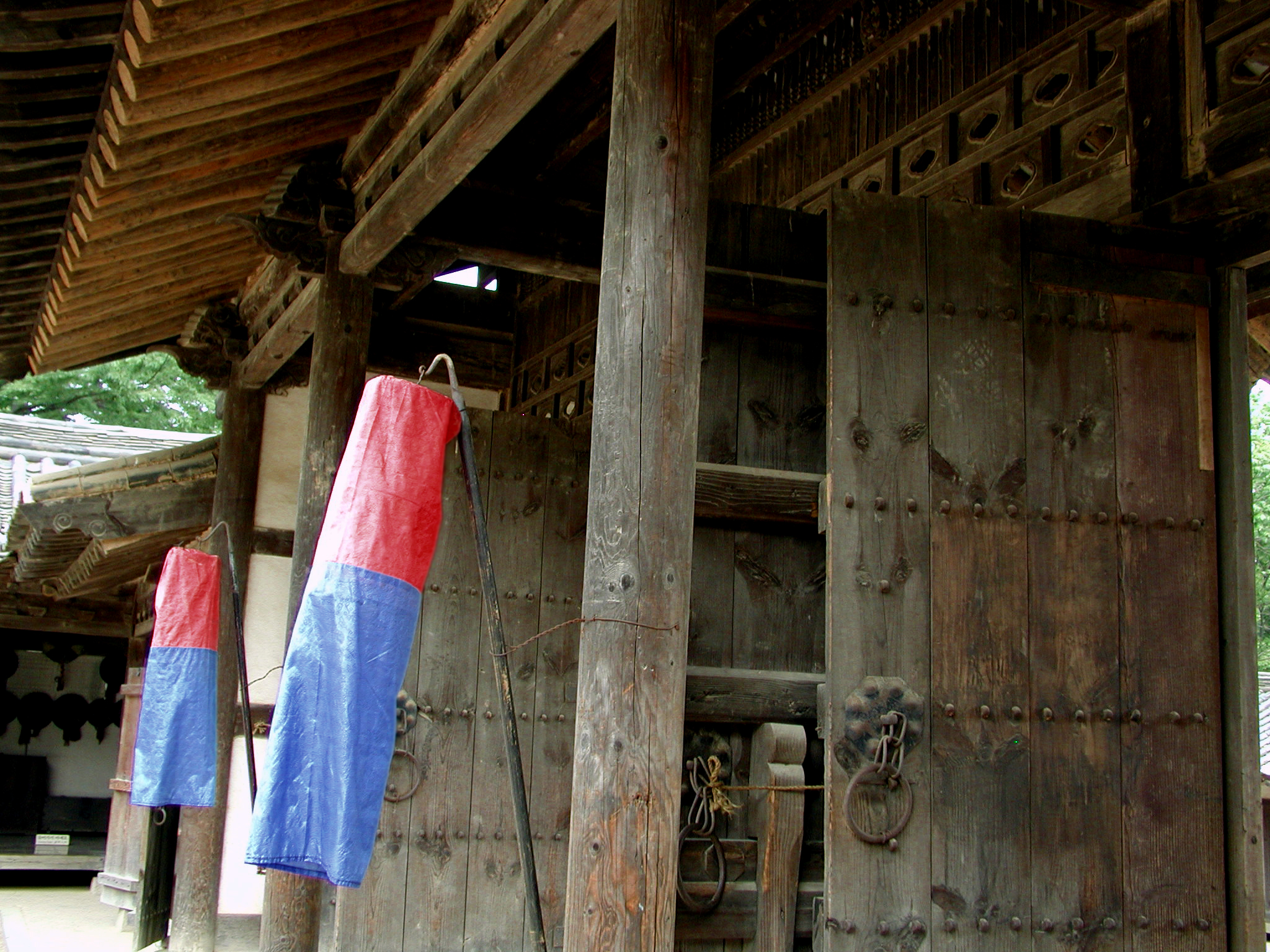
민속촌의 청사초롱

청사초롱(靑紗－籠)은 청사에 홍사로 상·하단을 두른 초롱으로, 청사등롱(靑紗燈籠)이라고도 한다. 지금은 일반적인 전통 문화 행사에 두루 쓰이고 있다. 2010년 11월에 열린 서울 G20 정상회의 로고에 활용되었다.
조선 후기에 왕세손이 사용하였고, 일반에서는 혼례식에 사용하였다. 일반인들이 혼례식에 청사초롱을 사용하였으므로 청사초롱은 곧 혼례식을 의미하는 뜻으로 통용되었다.
고려시대의 궁중에서는 연회 때 강사초롱［絳紗燭籠］을 사용하였으나 조선시대 초 · 중기에는 절약을 위하여 초의 사용을 억제하여 사초롱이 많이 쓰이지는 않았다. 조선 후기에 각종 초가 양산됨으로써 1746년(영조 22)에 편찬한 『속대전』에 왕의 거둥 때 사초롱을 멘 등롱군(燈籠軍)이 호위하도록 그 수와 색을 정하였으나 이의 시행은 1804년(순조 4)에 처음으로 실시되었다고 한다.
혼례식에 청사초롱이 쓰이게 된 것은 조선 후기부터이다. 조선 초부터 사서인(士庶人)들은 혼례 때 자초［刺燭］를 사용하였으나 밀랍이 귀하고 값이 비싸 구하기 힘들므로 이익(李瀷)이 대로 틀을 하고 깁［紗］을 씌워 내부에 기름등잔을 넣게 만든 등롱을 고안하여 혼례에 사용할 것을 장려하였다.
그 뒤부터 자초 대신 사등롱이 사용되기 시작하였고 초가 양산되면서 유등 대신 초를 넣은 초롱이 사용되었던 것으로 보인다. 1844년(헌종 10)에 편찬된 『사례편람(四禮便覽)』에는 사혼례(士婚禮)에 2∼4개의 초롱을 사용하도록 기록하고 있다.
이 청사초롱은 신랑이 말을 타고 신부집으로 떠날 때와 신부가 가마를 타고 시집올 때 길을 비추어 주는 것으로, 초롱 대신 횃불을 쓰기도 하였다. 청사초롱의 홍색은 양(陽)을 상징하며 청색은 음(陰)을 상징한다.
우리나라는 예로부터 우주만물이 음양의 조화로 이루어졌다고 믿어 혼례식에 사용하는 초롱도 이러한 음양을 나타내는 청홍의 배색을 하였던 것이다.
[참고문헌]
『고려도경(高麗圖經)』
『만기요람(萬機要覽)』
『사례변람(四禮便覽)』
『성호사설(星湖僿說)』